# Janáčkova akademie múzických umění
Janáčkova akademie múzických umění (zkratka JAMU) je veřejná vysoká škola s uměleckým zaměřením v Brně. Vznikla v roce 1947 a skládá se ze dvou fakult – divadelní a hudební. Rektorát sídlí v Beethovenově ulici v historickém centru města. Studenti školy mají k dispozici činoherní Studio Marta a hudebně-dramatickou laboratoř Divadlo na Orlí. K ubytování studentů slouží kolej v objektu informačního, výukového a ubytovacího centra Astorka.
JAMU má akreditaci konat habilitační řízení a řízení ke jmenování profesorem v oborech Dramatická umění a Hudební umění.

## Historie
Po vzniku brněnské varhanické školy v roce 1881 navrhoval její zakladatel Leoš Janáček zřízení vysoké hudební školy v Brně, k čemuž ale nedošlo. V letech 1919 a 1920 byla založena brněnská konzervatoř, na jejíž středoškolské studium navazovaly mistrovské třídy vedené Janáčkem (skladba) a Vilémem Kurzem (klavír). Ty však neměly postavení vysoké školy a v roce 1928 zanikly. Již počátkem 20. století se také objevily návrhy na založení divadelní školy při Národním divadle v Brně, při kterém později, po roce 1920, existovala škola pro výchovu herců.
Když byla v roce 1945 založena v Praze Akademie múzických umění (AMU), začali pedagogové z brněnské konzervatoře volat po zřízení obdobné školy i v Brně. V říjnu 1946 došlo nejprve ke vzniku hudební brněnské třídy AMU, kterou vyučovala skupina pedagogů z konzervatoře. V návaznosti na to byla následujícího roku v Brně založena nová vysoká škola. Janáčkova akademie múzických umění (dobově Janáčkova akademie musických umění) byla zřízena zákonem č. 168/1947 Sb. ze dne 12. září 1947, účinném od 13. října toho roku, podle kterého se škola zřídila k počátku studijního roku 1947/1948. Členila se na dva odbory, hudební a dramatický, přičemž otevření dramatického odboru mělo být teprve stanoveno ministrem školství. Činnost hudebního odboru byla zahájena již 1. října 1947. Děkanem JAMU, v té době dočasně tvořené jediným odborem, se stal Jan Kunc, kterého ustanovil ministr školství a osvěty Jaroslav Stránský. Od února 1948 byl děkanem školy Ludvík Kundera. V době svého vzniku měla škola přiděleny budovy Smetanova 14, Kounicova 34 (Komenium) a Joštova 2. Dne 18. května 1948 se uskutečnilo slavnostní otevření JAMU a již měsíc na to, 25. června 1948, byl ministrem školství otevřen dramatický odbor, jehož prvním děkanem byl jmenován Frank Wollman. Prvním rektorem školy se v říjnu 1948 stal Ludvík Kundera.
V akademickém roce 1948/1949 studovalo na JAMU celkem 85 studentů (66 na hudebním odboru, 19 na dramatickém odboru) a působilo zde 27 profesorů a 10 lektorů. Koncerty posluchačů hudebních oborů se konaly v Besedním domě a v Juliánově. Počátkem roku 1949 získala škola pro činoherní představení svých studentů sál Nového domova (Gorkého 43), kde vzniklo Divadelní studio, zatímco operní představení se konala v brněnských divadlech. Od června toho roku bylo Divadelní studio umístěno v divadle na výstavišti a v roce 1952 získalo svoji definitivní scénu, kde působí jako Studio Marta dodnes – sál v domě Bayerova 5. Od podzimu 1949 využívala JAMU polovinu budovy Komenského náměstí 6, Komenium na Kounicově 34 a místnosti na Joštově 2, varhanní obor působil detašovaně na konzervatoři. Druhá polovina budovy na Komenského náměstí byla JAMU předána v roce 1965, čímž se stala hlavní budovou školy. Na základě nařízení vlády č. 80/1951 Sb. z 2. října 1951, účinném od 24. října 1951, se z hudebního a dramatického odboru staly hudební a divadelní fakulta. Obě fakulty ale byly zrušeny 31. srpna 1959, neboť od následujícího dne se JAMU podle nařízení vlády č. 58/1959 Sb. ze dne 12. srpna 1959 na fakulty již nečlenila. Operní studio od roku 1961 dlouhodobě působilo v sále v Husově sboru v Králově Poli (později Divadlo Barka).
Po sametové revoluci došlo 9. července 1990 podle nařízení federální vlády č. 282/1990 Sb. z 9. dubna 1990 k obnově rozdělení školy na hudební a divadelní fakultu. Divadelní fakulta získala v létě 1992 budovu Mozartova 1, kam byla již od září toho roku přesunuta výuka. V letech 1997–1999 bylo postaveno informační, výukové a ubytovací centrum Astorka v Novobranské 3, čímž škola získala vlastní koleje. Roku 1998 se rektorát školy přestěhoval do budovy Beethovenova 2, čímž zůstala budova na Komenského náměstí pouze hudební fakultě. V roce 2012 bylo otevřeno Divadlo na Orlí – hudebně-dramatická laboratoř JAMU, kterou pro svá představení využívají především studenti opery a muzikálu.

## Budova rektorátu

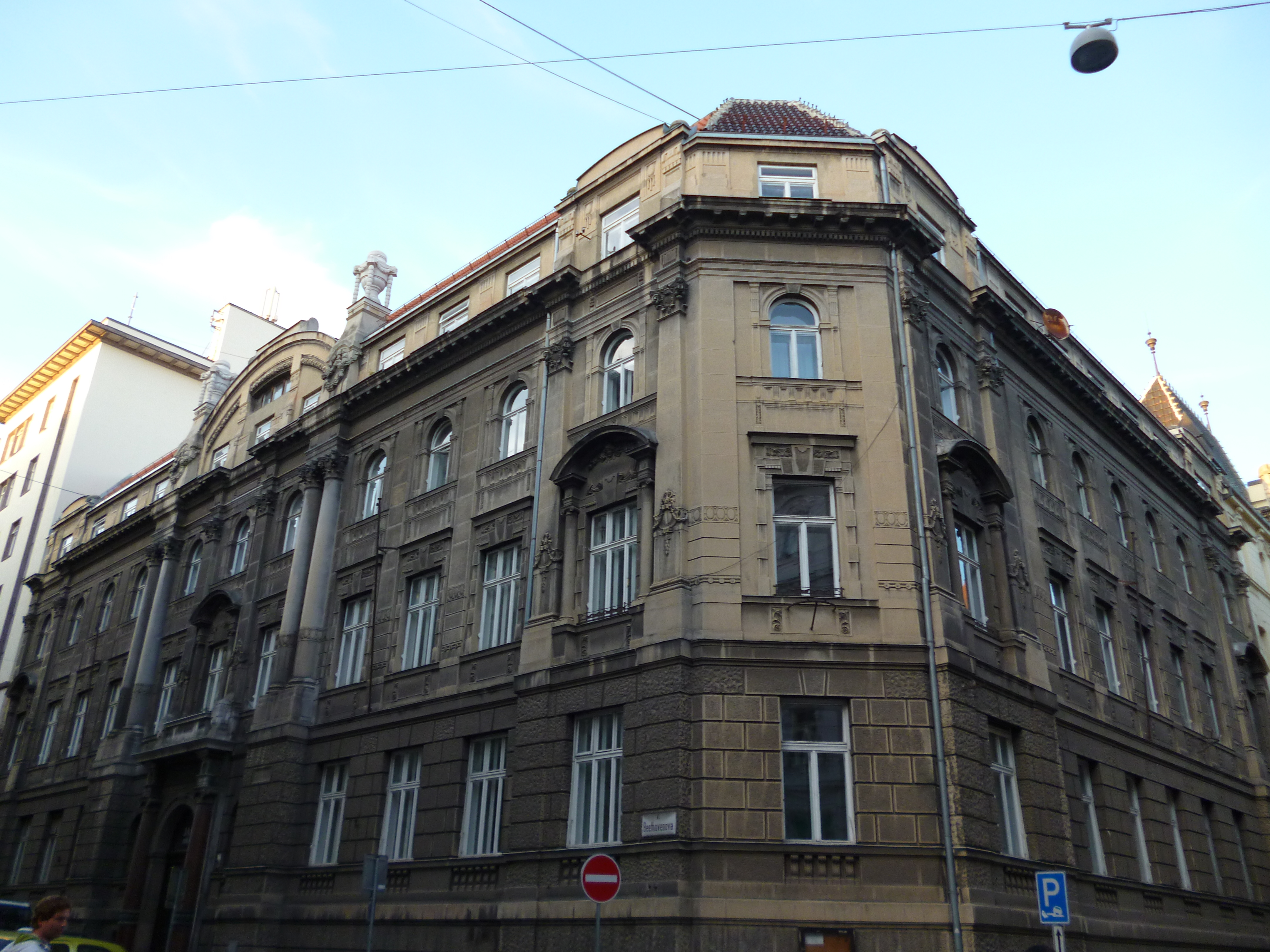
Budova rektorátu JAMU v Beethovenově ulici

Rektorát JAMU sídlí v budově bývalé pobočky centrální Rakousko-uherské banky v Beethovenově ulici. Budova vznikla při zástavbě prostoru, který byl uvolněn v letech 1904–1906 po zboření rozsáhlého areálu Jezuitských kasáren (bývalé jezuitské koleje). Secesní palácovou budovu na nároží Beethovenovy a Dvořákovy ulice navrhl vídeňský architekt Edmund Schutt a postavil ji koncem první dekády 20. století stavitel Anton Jelinek (v brněnských adresářích se adresa poprvé objevuje v roce 1911).

## Fakulty a další součásti univerzity
Janáčkova akademie múzických umění sídlí v Brně, stejně jako její pracoviště. Součástí univerzity je také centrum Astorka.
Univerzita má dvě fakulty:
- Divadelní fakulta
- Hudební fakulta

Jiná pracoviště univerzity:
- Divadlo na Orlí
- Nakladatelství JAMU
- Knihovna

## Aktivity školy
Škola v průběhu roku pořádá kulturní akce, např.:
- Mezinárodní mistrovské interpretační kurzy
- Mezinárodní soutěž Leoše Janáčka v Brně
- Mezinárodní setkání kontrabasistů
- Mezinárodní festival divadelních škol SETKÁNÍ/ENCOUNTER
- Festival dramatické výchovy Sítko
- The International Seminar of Doctoral Studies of Theatre Schools